# (48492) Utewielen
(48492) Utewielen est un astéroïde de la ceinture principale.

## Description
(48492) Utewielen est un astéroïde de la ceinture principale. Il fut découvert le 24 septembre 1992 à Tautenburg par Lutz Dieter Schmadel et Freimut Börngen. Il présente une orbite caractérisée par un demi-grand axe de 2,94 UA, une excentricité de 0,03 et une inclinaison de 1,7° par rapport à l'écliptique.

## Compléments